# Estadio Metropolitano de Techo
Het Estadio Metropolitano de Techo is een multifunctioneel stadion in Bogotá, een stad in Colombia. 
In 1959 werd het geopend. In het stadion kunnen 7800 toeschouwers. Het werd verschillende keren gerenoveerd, in 1970, 2007 en tussen 2008 en 2009.
Het stadion wordt vooral gebruikt voor voetbalwedstrijden, de voetbalclubs La Equidad, Tigres FC en Bogotá FC maken gebruik van dit stadion. In 2023 werd het gebruikt voor wedstrijden op het Zuid-Amerikaans kampioenschap voetbal onder 20.